# 文章經國
文章經國（日语：／ Monjōkeikoku）是指以漢詩等文學為經營國家的大業，從而造就國家、社會和平安定的政治思想。

## 概要
以三國曹魏初代皇帝魏文帝曹丕的著作『典論』中的一節「文章，經國之大業，不朽之盛事」為由來。在南北朝南梁時期，『典論』被收錄在蕭統編纂的『文選』中，在『文選』傳至日本後，為當時日本貴族所知。
在桓武天皇後，為了重新建立律令制，日本再次積極收入律令法的發源地中國的文物、制度等，在嵯峨天皇的弘仁年間最為興盛。在嵯峨天皇時代的大學寮中，涉及中國經典和正史的紀傳道日漸重要，有『凌雲集』、『文華秀麗集』、『經國集』等勅撰漢詩集。

## 相關文献
- （作者：柳澤良一，小學館，2001年）